# Severni netopir
Severni netopir (znanstveno ime Eptesicus nilssonii)je najpogostejša vrsta netopirjev v severni Evraziji. Je bližnji sorodnik poznega netopirja (Eptesicus serotinus).

## Opis
Severni netopir je srednje velika vrsta netopirjev s kratkimi, okroglimi ušesi. Odrasli osebki tehtajo med 8 in 16 g, teža pa je v veliki meri odvisna od letnega časa. V dolžino doseže okoli 78 mm, razpon prhuti pa je med 240 in 280 mm. Smrček, ušesa in rep so črne ali črno-rjave barve. Kožuh je temno rjav ali črn, dlačice na glavi in na hrbtu pa imajo na koncih rumenkaste konice. Na trebuhu je kožuh rumenkasto rjave barve. Zobovje je v razmerju z lobanjo relativno veliko.

## Razširjenost in habitat
Severni netopir je razširjen od Anglije do Hokaida na severu, južno pa od severne Italije do severne Indije. Običajno se zadržuje v gozdovih na nadmorskih višinah od 200 do 2000 m.

## Biologija
V preteklosti je veljalo prepričanje, da se severni netopirji celo življenje zadržujejo na istem območju, zadnje raziskave pa so pokazale, da se kolonije premikajo skozi leta. Tako so znanstveniki z opazovanjem ugotovili, da se je neka kolonija v roku nekaj let preselila za okoli 450 km.
Sezona parjenja se pri severnem netopirju začne pozno jeseni, samice pa samčevo spermo hranijo preko zime. Hibernacija se začne v novembru ali v začetku decembra in traja do marca ali aprila. Samice se s samčevo spermo oplodijo šele po končani hibernaciji, brejost pa traja od 50–60 dni. Samci poletja preživijo sami, samice pa v začetku poletja ustvarijo kolonije, v katerih je zbranih od 10 do 80 samic. Ko so mladiči dovolj veliki, običajno v avgustu, se kolonije razidejo. Za prezimovanje se severni netopirji spet združijo v kolonije.

### Lov
Severni netopir je nočni lovec, ki lovi leteče žuželke v hitrem letu s pomočjo eholociranja. Njegova lovišča so odprti travniki, kjer lovi pri hitrostih med 5 in 6 m/s. Eholociranje izvaja s pulzi, dolgimi 10-13 ms, včasih celo do 18 ms. Frekvenca zvoka je med 30 in 40 kHz. Zvočni pulz spuščajo na okoli 200 ms.
Na višje ležečih območjih zaradi krajših noči samice letajo tudi podnevi, največ pa lovijo v večernem in jutranjem mraku.